# 小行星7758
小行星7758（英語：7758 Poulanderson）是一颗围绕太阳公转的小行星。1990年5月21日，埃莉諾·赫琳在帕洛马山发现了此天体。
这颗小行星的绝对星等为56.04891等。